# Barrage de Nourek
Le barrage de Nourek (en tadjik : Нерӯгоҳи обии Норак - Nerūgohi obii Norak), au Tadjikistan, est un grand barrage en remblai édifié sur la rivière Vakhch. Il est situé au centre du pays, dans la province de Khatlon. Avec une puissance installée de 3 000 MW, il est le plus important d'Asie centrale et fait partie des barrages les plus puissants du monde.
Avec ses 304 mètres de hauteur, c'était jusqu'en 2012 le plus haut barrage au monde. Depuis, le barrage de Jinping I en Chine le détrône d'un mètre. Le barrage de Rogoun, également sur le Vakhch, devant entrer en service en 2028, devrait plus largement surpasser celui de Nourek, avec une hauteur de 335 mètres.

## Construction
Le barrage de Nourek a été construit par l'Union soviétique entre 1961 et 1980. Il est construit de manière unique, avec un noyau central de ciment formant une barrière imperméable de 300 m via un remblai de roche et de terre,,. Le volume du monticule est de 54 millions m3. Le barrage comprend neuf unités de production hydroélectrique, la première mise en service en 1972 et la dernière en 1979. On estime que 5 000 personnes ont été réinstallées depuis la zone d'inondation du barrage.
Le barrage est situé dans une gorge profonde le long de la rivière Vakhsh dans l'ouest du Tadjikistan, à environ 75 km à l'est de Douchanbé, la capitale nationale. Une ville près du barrage, également appelée Nourek, abrite des ingénieurs et d'autres travailleurs employés à la centrale électrique du barrage.

## Production d'électricité

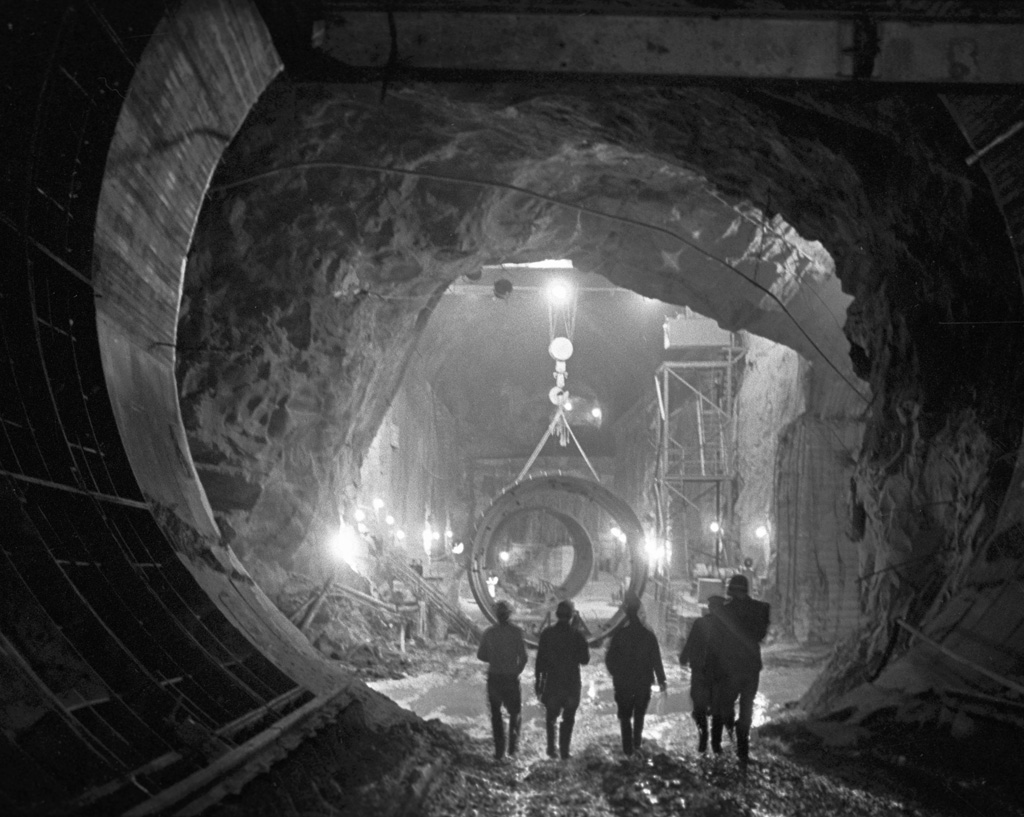
Tunnel en construction
Photo Vsevolod Tarasevich

Neuf unités hydroélectriques sont installées à la centrale de Nourek, mises en service entre 1972 et 1979. Au départ, chacune de ces turbines avait une capacité de 335 mégawatts (soit un total de 2,7 gigawatts), mais elles ont été transformées pour développer ensemble une puissance de 3 gigawatts. En 1994, la centrale représentait la plus grosse partie de la puissance hydroélectrique installée dans le pays qui se montait à 4 gigawatts, puissance suffisante pour produire 98 % des besoins du pays en électricité.
Une grande partie de la production électrique du barrage est consommée par l'industrie de l'aluminium installée à Tursunzoda.

## Le réservoir

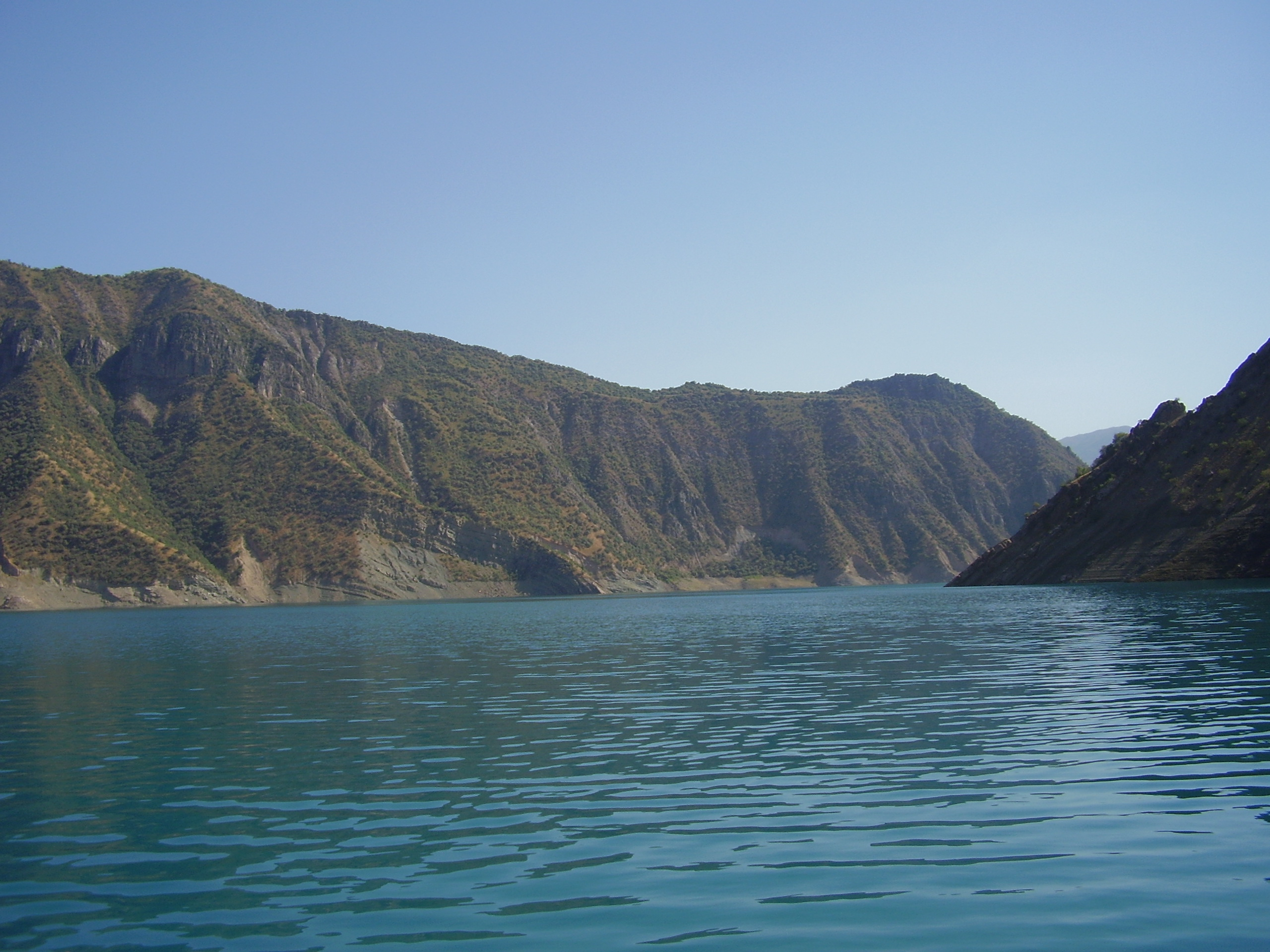
Lac de barrage de Nourek.

Le lac-réservoir formé par le barrage de Nourek est le plus important réservoir du pays avec une capacité de 10,5 km3 (soit 10,5 milliards de tonnes métriques). Le lac s'étend sur 70 km en amont du barrage et a une surface de 98 km2. Le réservoir alimente la centrale hydroélectrique située à l'intérieur du barrage et sert aussi pour l'irrigation des terres agricoles des environs.
L'eau destinée à l'irrigation est transférée 14 km plus loin grâce au tunnel d'irrigation de Dangara, qui permet d'irriguer 70 000 ha de terres agricoles.